# Emperatriz
Emperatriz (em português: Imperatriz) é uma telenovela mexicana produzida por Fides Velasco para a TV Azteca e exibida entre 5 de abril e 8 de novembro de 2011. 
Inspirada na telenovela venezuelana homônima, Emperatriz, de José Ignacio Cabrujas, possui direção-geral de Javier Patrón Fox e Carlos Ángel Guerra.
É protagonizada por Gabriela Spanic e Bernie Paz, com participação antagônica de Rafael Sánchez-Navarro e Sergio Bustamante. Adriana Louvier, Marimar Vega, Miriam Higareda, Julieta Egurrola e Omar Fierro interpretam os demais papéis principais.

## Enredo
Imperatriz vive nos EUA clandestinamente trabalhando em uma fábrica, está grávida de seu segundo filho e prestes a ser deportada. Em seu desespero, chama Armando Mendoza que é pai de sua filha. Ela não sabe que o homem que ela ama esta comemorando o aniversário de sua esposa Alma Rosa real com Esther e suas filhas, Elisa e Elena. Esther, a filha mais velha, é o bebê que ele pegou de Imperatriz quando ela estava cumprindo pena por fraude cometida por Armando. Armando brinca com os sentimentos de Imperatriz e com seu amor da forma mais desprezível. Anos atrás, seguindo o conselho de Perfecta, sua mãe, Imperatriz deu seu bebê para Armando, acreditando que os dois um dia voltariam a ficar juntos. A dor profunda que Armando criou em Imperatriz alimenta uma grande vingança,  seu objetivo é recuperar sua filha e destruir o homem que ela tanto amava. Manuel, um homem de negócios e inteligente, se junta com imperatriz para acabar com Armando em troca eles teriam que se casar. Seus planos são afetadas por dois fatores, a atração entre eles e a natureza impulsiva de Imperatriz. Suas vidas são viradas de cabeça para baixo quando a Imperatriz é apresentado para a família real e conhece Alejandro Miranda, viúvo de Margarita real, irmã de Alma Rosa. É graças a Alejandro que faz com que o coração de Imperatriz bata novamente. Alma Rosa morre de um ataque cardíaco depois de uma terrível discussão com Imperatriz, que é coroado o seu desejo de acabar com a família de Armando, mas, acreditando que Elisa é sua filha, Imperatriz procura estar ao seu lado. Com a morte de Alma Rosa, Armando suicida-se, Elisa encontra mais motivos para destruir Imperatriz. Enquanto isso, Esther, filha verdadeira de Imperatriz e Armando, era uma criança quando soube que Alma Rosa não era a sua mãe, o choque foi tal que ele tentou o suicídio. Quem a salvou de afogamento foi Elisa, esta tragédia tem um vínculo inquebrável que entre elas se levantou, o que faz Elisa proteger sua irmã da crueldade de Imperatriz, e ela está pronta para qualquer coisa. Devido a isso, Esther é enviado para a Suíça por Justo, o avô que sempre desprezou. E no decorrer da historia vemos a grande rivalidade que crescerá entre Esther e Imperatriz, mãe e filha.

## Elenco
- Gabriela Spanic - Emperatriz Jurado / Emperatriz Del Real Miranda
- Bernie Paz - Alejandro Miranda
- Rafael Sánchez-Navarro - Manuel León
- Sergio Bustamante - Justo del Real
- Adriana Louvier - Esther Mendoza del Real
- Marimar Vega - Elisa Mendoza del Real/Luna
- Miriam Higareda - Elena Mendoza del Real
- Julieta Egurrola - Perfecta Jurado Del Real
- Carmen Delgado -  Graciela Mendoza «La Gata»
- Alberto Guerra - Mauricio Gómez
- Ana Karina Guevara - Coco Álvarez
- Concepción Márquez - Nana Agustina Morales
- Dora Montero - Lola Martínez
- Carlos Martínez - Gonzalo Islas
- Fabián Piña - Benito Valencia
- Omar Fierro - Armando Mendoza
- Marcela Pezet - Isabel Cristina
- Jorge Alberti - Nicolás "Nico"
- Niurka Marcos - Ángela Galván "Quimera"
- Mar Carrera - Alma Rosa del Real de Mendoza
- Victoria Gómez - Esther Mendoza del Real (jovem)
- Alicia Zapien - Elisa Mendoza del Real (jovem)
- Alejandra Jurado - Elena Mendoza del Real (jovem)
- Larissa Mendizábal - Doris
- Erika de la Rosa - Ximena Castellanos
- Irma Serrano - Antonieta Andueza
- Sandra Destenave - Marlene Martínez de León
- Daniela Garmendia - Cynthia
- Martín Navarrete - Fernando Casillas
- Mercedes Pascual - Leonor Bustamante del Real
- Cristina Michaus - La Caimana
- Paloma Woolrich - Josefa Islas
- Eduardo Verástegui - Claudio
- Erick Chapa - David
- Alma Rosa Añorve - Consuelo
- Luis René Aguirre - Leopoldo
- Aurora Gil - Lulú
- Alfonso Bravo - Jaime
- David Muri - Federico
- Matilde Miranda - Norma
- Citlali Galindo - Lorena Saldívar
- Guillermo Larrea - Jorge
- Julio Casado - Freddy Carreño
- Blas García - Juez
- Carlos Ceja - Hermano de Cinthia
- Carlos Hernán Romo - Hermano de Cinthia
- Marco Zetina - Gustavo
- Elia Domenzain - Mariana Ramírez
- Estela Cano - Bárbara

## Exibição Internacional
| Lituânia               | Meilė ir kančia / Love and Passion | LNK TV1                  |
| Chile                  | Emperatriz                         | TVN                      |
| Porto Rico             | Emperatriz                         | WKAQ-TV                  |
| República Dominicana   | Emperatriz                         | Antena Latina            |
| Panamá                 | Emperatriz                         | TVO                      |
| Hungria                | A császárnő                        | Cool TV                  |
| Croácia                | Emperatriz                         | RTL Televizija           |
| Colômbia               | Emperatriz                         | Caracol TV               |
| Estados Unidos         | Emperatriz                         | Azteca America           |
| Venezuela              | Emperatriz                         | Venevision               |
| Israel                 | משולש גורלי                        | Viva Plus                |
| Honduras               | Emperatriz                         | Canal 11                 |
| Malásia                | Emperatriz                         | Astro Bella Mustika HD   |
| Brunei                 | Emperatriz                         | Astro Bella              |
| Geórgia                | შურისძიების სახელით                | Imedi Media Holding      |
| Roménia                | Emperatriz                         | Acasă TV                 |
| Chipre                 | αυτοκράτειρα                       | LTV                      |
| Arábia Saudita         | كيد إمرأة                          | OSN Ya Hala! Arabella HD |
| Índia                  | Permaisuri                         | TVRI                     |
| Paquistão              | كيد إمرأة                          | Hasnna                   |
| Nicarágua              | Emperatriz                         | Televicentro             |
| Espanha                | Emperatriz                         | Nova                     |
| Rússia                 | императрица                        | Canal 1                  |
| Emirados Árabes Unidos | إمبراطورة                          | Canal Arabella           |
| Peru                   | Emperatriz                         | ATV                      |
| El Salvador            | Emperatriz                         | Canal 4                  |
| Equador                | Emperatriz                         | RTS                      |
| Bolívia                | Emperatriz                         | Red Bolivision           |
| Líbano                 | EmperaTeresa                       | OTV                      |

## Versões
- Emperatriz (1990-1991) - uma telenovela venezuelana produzida pela Marte TV e exibida pela Venevisión.